# Pavadai
Pavadai – ubiór kobiecy noszony w Indiach, przeznaczony dla dziewczynek i niezamężnych kobiet. Składa się z długiego choli (bluzeczki) i ghagry (długiej spódnicy). Strój pochodzi z Tamil Nadu, ale jest popularny także w stanach Kerala i Karnataka.